# Australothis rufa
Australothis rufa är en fjärilsart som beskrevs av W. Warren 1913. Australothis rufa ingår i släktet Australothis och familjen nattflyn. Inga underarter finns listade i Catalogue of Life.